# Plectania nannfeldtii
Plectania nannfeldtii es una especie de hongo de la familia Sarcosomataceae. Los cuerpos fructíferos de esta especie se asemejan a pequeñas copas negras poco profundas de hasta 3 cm (1+1⁄8 in) de ancho, con tallos de hasta 4 cm (1+5⁄8 in) de largo unidos a micelios negros. Los cuerpos fructíferos, que pueden aparecer aislados o en grupos en el suelo, suelen estar adheridos a restos leñosos enterrados y suelen estar asociados a la nieve derretida. Plectania nannfeldtii se encuentra en el oeste de Norteamérica y en Asia, a menudo a grandes altitudes. Otros hongos similares con los que se puede confundir P. nannfeldtii son Pseudoplectania vogesiaca, P. nigrella y Helvella corium.

## Taxonomía
La especie fue descrita por primera vez por el micólogo británico Fred Jay Seaver en 1928, quien la llamó Paxina nigrella en su monografía de los hongos de copa de Norteamérica. Los especímenes tipo fueron encontrados en 1914 en Tolland, Colorado, por el micólogo Lee Oras Overholts; se informó de otras recolecciones en Colorado y California en 1930. También se ha hecho referencia a la especie como Macropodia nigrella, Helvella nigrella, y Macroscyphus nigrellus.
En 1957 Richard P. Korf transfirió la especie a su nombre actual, cambiando el epíteto específico en el proceso, ya que Plectania nigrella ya estaba en uso (es un sinónimo de Pseudoplectania nigrella). El nombre elegido por Korf honra al micólogo sueco John Axel Nannfeldt, responsable de algunos de los primeros avances en el conocimiento de este hongo y otros hongos de la copa. P. nannfeldtii se clasifica en la sección Plectania de Korf del género Plectania debido a sus ascosporas elipsoides. Entre los nombres vernáculos de la especie se incluyen la «copa de fieltro negro», la «Plectania de Nannfeldt», o el «hongo de la copa del banco de nieve negro».

## Descripción

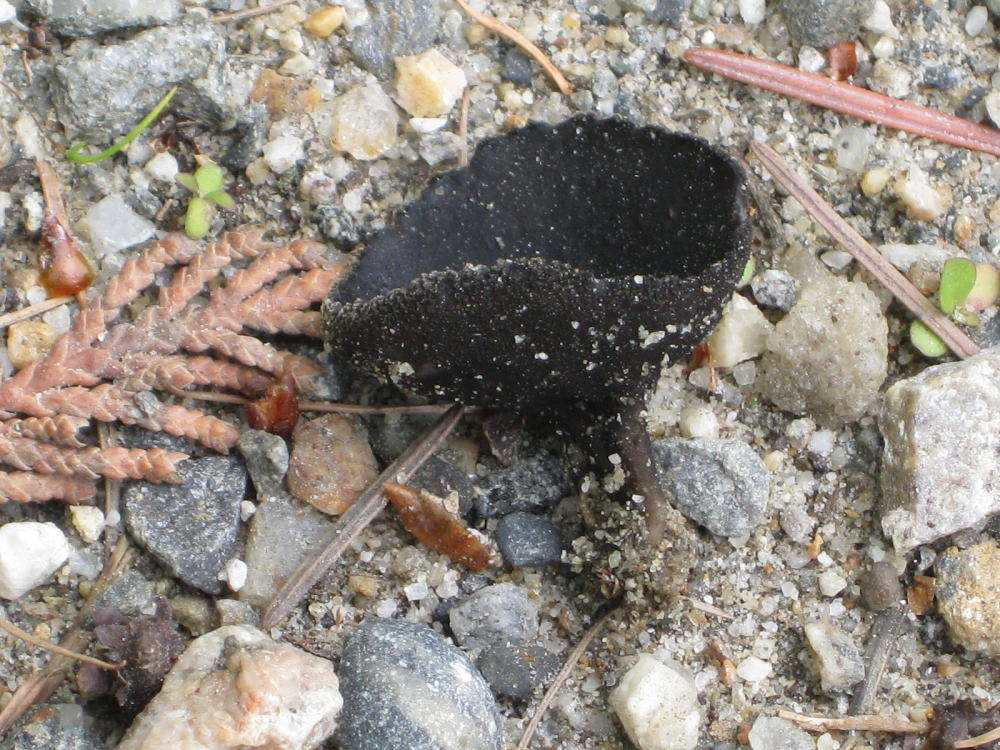
Los cuerpos fructíferos crecen en madera podrida.

El cuerpo fructífero de Plectania nannfeldtii tiene forma de copa o copa poco profunda y puede medir hasta 3 cm (1+1⁄8 pulgadas) de diámetro. Los bordes de la copa son algo ondulados y permanecen curvados hacia dentro hasta que se ensanchan cuando son muy viejas. La superficie externa está cubierta de delicados pelos de color marrón negruzco, mientras que el color de la superficie inferior es también marrón negruzco. La superficie se arruga cuando el cuerpo fructífero está seco. La superficie interna, convexa, de la copa contiene la capa de tejido productora de esporas conocida como himenio; es de color negro. El tallo es delgado y puede medir hasta 4 cm (1+5⁄8 in) de largo con un diámetro de 2-3 mm, estrechándose hacia la base. Al igual que el cuerpo fructífero, está cubierto de delicados pelos pardo-negros, y su color es similar al de la superficie exterior de la copa. El micelio denso y grueso de la base del tallo es negro. La pulpa es fina y de color gris negruzco.
No se ha determinado la comestibilidad de esta especie.

### Características microscópicas
En masa, las esporas son blancas. Las esporas son hialinas (translúcidas), elipsoides, con dimensiones de 30-35 por 15 μm. Hay división de opiniones sobre la distribución de las gotitas de aceite en las esporas: Miller dice que las esporas suelen tener dos gotas de aceite en cada extremo, Trudell y Ammirati, en su guía de campo de hongos del noroeste del Pacífico, dice que las esporas «carecen de grandes gotas de aceite», mientras que Evenson afirma que hay «numerosas gotas de aceite diminutas». Las paredes de las esporas tienen crestas horizontales delgadas que son cianófilas, es decir, son visibles con microscopía de luz cuando se tiñen con azul de metileno. Las células portadoras de esporas, los ascos, miden alrededor de 500 μm de largo y 20 μm de ancho. Los ascos son operculados, es decir, con una solapa en un extremo que se abre para descargar las esporas. Entre los ascos hay numerosas células estériles filamentosas de color marrón oscuro llamadas parafisos que están ligeramente agrandadas en un extremo y miden entre 380 y 420 μm de largo por 4-5 μm de ancho.

### Especies similares
Por su aspecto externo, Plectania nannfeldtii es similar a Pseudoplectania vogesiaca. Aunque esta última especie puede ser difícil de distinguir por su 
superficie externa del cuerpo fructífero menos vellosa, sus caracteres microscópicos la identifican de forma más definitiva: P. vogesiaca tiene esporas mucho más pequeñas, normalmente con una anchura de 12-14 μm. Helvella corium es otro hongo de copa negra que aparece en primavera; tiene esporas más pequeñas, márgenes blanquecinos en los bordes de la copa y tallos más cortos que P. nannfeldtii. P. melastoma y P. milleri tienen, como mucho, estípites cortos. Pseudoplectania nigrella es más pequeño, con una superficie externa más vellosa, una superficie interna de la copa más oscura y un tallo rudimentario.

## Hábitat y distribución
Plectania nannfeldtii suele encontrarse en bosques de coníferas a mayor altitud, creciendo sobre ramitas húmedas u otros restos leñosos en descomposición, a menudo en la nieve o cerca de ella. A menudo comienza su desarrollo bajo la nieve, alcanzando la madurez cuando el banco de nieve retrocede y queda al descubierto; una fuente sugiere que su calor metabólico puede ayudarle a derretir la nieve a medida que crece. Puede crecer de forma aislada, dispersa o en racimos, y se ha observado que tiene preferencia por la madera de Picea engelmannii y Abies lasiocarpa, así como de otras coníferas. En Norteamérica, se encuentra en el oeste de Estados Unidos y Canadá, donde fructifica desde finales de mayo hasta principios de agosto; es común en Sierra Nevada y en las zonas más elevadas de la cordillera de la costa del Pacífico. Su distribución también incluye China y Japón.